# Melchior Cramer
Melchior Cramer, auch Cramerus, (* 1599 in Herford; † 24. Februar 1645 in Lauenburg/Elbe) war ein deutscher evangelisch-lutherischer Pastor und Generalsuperintendent für das Herzogtum Sachsen-Lauenburg von 1638 bis 1645.

## Leben und Wirken
Cramer stammte aus Westfalen. Er war elf Jahre Pastor an der Marienkirche in Parchim, bis er durch die Kriegsunruhen ins Exil getrieben wurde und nach Lüneburg ging.
Dort wurde er im Herbst 1638 von Herzog August von Sachsen-Lauenburg unvermutet zum Generalsuperintendenten für das Herzogtum Lauenburg berufen, denn seine Unterschrift unter die Kirchenordnung „datiert den 17. Oktober 1638“.
„Er fügte, weil er nicht Zeit gehabt hatte, von seiner Gemeinde in Parchim Abschied zu nehmen, einer von ihm herausgegebenen Erklärung des Propheten Joel in 19 Predigten seine Abschiedsrede an seine frühere Gemeinde und zugleich sein Antrittswort an die Lauenburger unter dem Titel: Vale Parchimicum et Salve Leoburgicum hinzu.“
Nachdem er 1645 im Alter von 46 Jahren gestorben war, ließ seine Witwe ihm ein Epitaph setzen, das noch heute in der Maria-Magdalenen-Kirche in Lauenburg/Elbe vorhanden ist.